# Beilschmiedia poilanei
Beilschmiedia poilanei är en lagerväxtart som beskrevs av H. Liou. Beilschmiedia poilanei ingår i släktet Beilschmiedia och familjen lagerväxter. Inga underarter finns listade i Catalogue of Life.